# Mariusz Bacik
Mariusz Bacik (Piekary Śląskie, 4 gennaio 1972) è un ex cestista polacco.

## Carriera
Con la Polonia ha disputato due edizioni dei Campionati europei (1991, 1997).